# Charles Macintosh
Charles Macintosh, född 29 december 1766 i Glasgow, död 25 juli 1843, var en brittisk industrikemist.
Macintosh ägde en fabrik i Crossbasket, i närheten av Glasgow. Han framställde där från 1820 blysocker och från 1825 berlinerblått efter förbättrade metoder. År 1823 började han bereda vattentätt tyg genom anbringande av kautschuk mellan två tyglager, vilket fabrikat bland annat vann användning till ett efter honom uppkallat slag av regnrockar. 
År 1825 uppfann han metoden att tillverka stål genom smidestackjärnets glödgning i kolvätegas.